# Tanner Buchanan
Tanner Buchanan, född 8 december 1998 i Ottawa i Ohio, är en amerikansk skådespelare. Han är bland annat känd för att ha spelat rollen som Leo Kirkman i TV-serien Designated Survivor och Robby Keene i Netflixserien Cobra Kai. Han är också känd för sin roll som Mason Kendall i Nickelodeon-serien Game Shakers.
Buchanan har även synts i rollen som Charlie Gardner i Disney Channel-serien Här är ditt liv, Riley samt att han även spelar rollen som Cameron Kweller i filmen She's All Thats remake He's All That från 2021. Den sistnämnda rollen är en av de större huvudrollerna i filmen.